# Vancouver Nats
Die Vancouver Nats waren eine kanadische Eishockeymannschaft in Vancouver, British Columbia. Das Team spielte von 1971 bis 1973 in einer der drei höchsten kanadischen Junioren-Eishockeyligen, der Western Hockey League (WHL).

## Geschichte
Die Vancouver Nats wurden vor der Saison 1971/72 als Franchise der Western Hockey League gegründet. In seinen beiden Spielzeiten in der WHL verpasste es jeweils die Playoffs, als es den sechsten und somit letzten Platz belegte. Von den 136 Spielen der regulären Saison, die die Nats bestritten, gewannen sie nur 27. Im Sommer 1973 wurde das Franchise verkauft und nach Kamloops, British Columbia, umgesiedelt, wo es anschließend unter dem Namen Kamloops Chiefs am Spielbetrieb der WHL teilnahm. 
Die Lücke, die die Umsiedlung der Vancouver Nats hinterließ, wurde erst 2001 durch das WHL-Franchise der Vancouver Giants geschlossen.    

## Ehemalige Spieler
Folgende Spieler, die für die Vancouver Nats aktiv waren, spielten im Laufe ihrer Karriere in der National Hockey League: 
- Bruce Greig
- Dale Lewis
- Barry Smith

## Team-Rekorde

### Karriererekorde
Spiele: 133  Gordon Stewart
Tore: 60  Gordon Stewart
Assists: 74  Gordon Stewart
Punkte: 134   Gordon Stewart
Strafminuten: 340  John Dzus